# Modelo de Goodwin
El modelo de Goodwin, a veces llamado modelo de la lucha de clases de Goodwin, es un modelo de las fluctuaciones económicas endógenas, el primero propuesto por el economista estadounidense Richard Goodwin en 1967. Combina aspectos del modelo Harrod-Domar de crecimiento con la curva de Phillips para generar ciclos endógenos de la actividad económica (producción, el desempleo, los salarios), a diferencia de los modelos macroeconómicos más modernos en las que los movimientos de los agregados económicos son impulsados por shocks supuestamente exógenos. Desde la publicación de Goodwin en 1967 el modelo se ha extendido y aplicado de diversas maneras.

## El modelo
La producción viene dada por la función de producción agregada:
{\displaystyle q=\min \left(a\ell ,{\frac {k}{\sigma }}\right)}
donde q es la producción agregada, ℓ es el empleo de mano de obra, k es el capital que es(homogéneo) capital, y a es la productividad del trabajo. Todas estas variables son funciones del tiempo, a pesar de los subíndices de tiempo han sido suprimidas para mayor comodidad. σ es la relación capital-producto, es decir, una constante.
A diferencia del modelo Harrod-Domar, se supone que la utilización del capital es total. Por lo tanto 
{\displaystyle a\ell ={\frac {k}{\sigma }}=q}
en todo momento. La tasa de empleo está dada por la siguiente ecuación
{\displaystyle v={\frac {\ell }{n}}}
donde n es la fuerza de trabajo total, que crece a la tasa de β. Además, la productividad laboral a, se supone que aumentará también en la tasa de α. Teniendo en cuenta que en este caso la tasa de crecimiento de la tasa de empleo está dada por:
{\displaystyle {\frac {dv/dt}{v}}=g_{v}=g_{\ell }-\beta .}
La tasa de crecimiento del nivel absoluto de empleo a su vez viene dada por:
{\displaystyle {\frac {d\ell /dt}{\ell }}=g_{\ell }=g_{q}-\alpha }
Los salarios se supone que cambian de acuerdo a un linealizado de la curva de Phillips y la relación viene dada por:
{\displaystyle {\frac {dw/dt}{w}}=g_{w}=\rho v-\gamma .}
En otras palabras, si el mercado de trabajo es 'estricto' (el empleo ya es alto) hay una presión al alza sobre los salarios y viceversa en un mercado de trabajo "laxo". Este es el aspecto del modelo que vagamente puede estar asociada con la "lucha de clases" parte de su nombre, sin embargo, este tipo de curva de Phillips se puede encontrar en muchos modelos macroeconómicos.
La participación de los trabajadores en la producción es u, que por definición es 
{\displaystyle u={\frac {w\ell }{q}}={\frac {w}{a}}.}
De ahí que la tasa de crecimiento de la participación de los trabajadores es:
{\displaystyle {\frac {du/dt}{u}}=g_{u}=g_{w}-\alpha }
La participación del trabajo en la producción aumenta con el salario, pero disminuye con el aumento de la productividad ya que se necesitan menos trabajadores para producir la misma cantidad de producto.
Por último tenemos la ecuación de acumulación de capital y la tasa de crecimiento como resultado de la salida (ya k y q crecen a la misma tasa por la asunción de la plena utilización del capital y rendimientos constantes a escala). Se supone que los trabajadores consumen sus salarios y los propietarios del capital ahorrar una porción de sus ganancias s (tenga en cuenta que el modelo se generaliza al caso en que los capitalistas ahorran más que los trabajadores) y que el capital se deprecia a la tasa de delta. La tasa de crecimiento de la producción y del capital viene dado por:
{\displaystyle {\frac {dk/dt}{k}}=g_{k}=g_{q}=s(1-u)(q/k)-\delta .}
Esto a su vez implica que
{\displaystyle {\frac {dv/dt}{v}}=g_{v}={\frac {s(1-u)}{\sigma }}-(\delta +\alpha +\beta ).}

### Solución
Las dos ecuaciones diferenciales 
{\displaystyle {\frac {dv/dt}{v}}=g_{v}={\frac {s(1-u)}{\sigma }}-(\delta +\alpha +\beta )}
{\displaystyle {\frac {du/dt}{u}}=g_{u}=\rho v-\gamma -\alpha }
son las ecuaciones fundamentales del modelo y de hecho son las ecuaciones de Lotka-Volterra (que se utilizan en biología para modelar la interacción depredador-presa).
Mientras que el modelo puede ser resuelto de manera explícita, es instructivo analizar la trayectoria de la economía en términos de un diagrama de fases . Ajuste de las dos ecuaciones anteriores es igual a cero se obtienen los valores de u y v en el que el crecimiento de v y el crecimiento u, respectivamente, son cero. 
{\displaystyle u*=1-{\frac {(\delta +\alpha +\beta )\sigma }{s}}}
{\displaystyle v*={\frac {\gamma +\alpha }{\rho }}}
Estas dos líneas (junto con las restricciones de los parámetros que garanticen que ni u ni v puede ir más alto que 1) dividen el ortante positivo en cuatro regiones. La figura a continuación indica con flechas el movimiento de la economía en cada región. Por ejemplo, la región noroccidental (alto nivel de empleo, baja participación del trabajo en el producto) la economía se está moviendo hacia el norte-este (el empleo va en aumento, la participación de los trabajadores es cada vez mayor). Una vez que se cruza la línea de * u él comenzará a moverse al suroeste.
La siguiente figura ilustra el movimiento del producto potencial (salida al pleno empleo), la producción real y los salarios en el tiempo.
Como se puede ver el modelo de Goodwin puede generar fluctuaciones endógenas en la actividad económica sin depender de suposiciones extrañas de los choques externos, ya sea en el lado de la demanda o la oferta.
El modelo se ha aplicado y extendido por muchos economistas desde su primera presentación en 1967.